# Moritz von Hohenthal
Karl Friedrich Moritz Graf von Hohenthal (* 17. April 1840 in Dresden; † 25. April 1927 Hohenprießnitz) war ein deutscher Rittergutsbesitzer und Parlamentarier.

## Leben
Moritz von Hohenthal wurde geboren als Sohn von Karl Friedrich Anton von Hohenthal (1803–1852), großherzoglich-sächsischer Obermundschenk und Fideikommissherr auf Püchau und der Emilie geb. Gräfin Neidhardt von Gneisenau (1809–1855), Tochter des Generalfeldmarschall August Neidhardt von Gneisenau. Seine Schwestern waren Walburga Ehrengarde Helena, spätere Lady Paget (1839–1929) und Angelica Adelheid Valeria (1841–1870), Carl Ludwig August von Hohenthal (1769–1826) war sein Großvater.
Früh verwaist, hat man von Hohenthal 1855 nach einem vierjährigen Schulaufenthalt von 1851 bis 1854 im Philanthropin Schnepfenthal auf die Schule in Pforten geschickt. Danach absolvierte er ein Jurastudium in Berlin und Bonn. 1862 wurde er Mitglied des Corps Borussia Bonn. Hier absolvierte er gleichzeitig seinen Dienst im preußischen Heer. In den Staatsdienst wechselnd, schied er nach kurzer Zeit als Gerichts-Assessor aus.
An den Reichseinigungskriegen nahm von Hohenthal 1866 und 1870–71 im preußischen 10. resp. Garde-Husaren-Regiment teil. Dabei wurde er mit dem Eisernen Kreuz II. Klasse ausgezeichnet. Nach Friedensschluss nahm er als Rittmeister seinen Abschied. Danach verwaltete er wiederholt das Landratsamt Delitzsch und betätigte sich ab 1888 engagiert als Mitglied im Preußischen Herrenhaus. In dem Zusammenhang veröffentlichte von Hohenthal in der überregionalen Presse (Kreuzzeitung) viel beachtete Beiträge. Durch Einsatz für den Reichskanzler Fürst Bismarck zog er sich die Ungnade des Kaisers zu und zog sich verbittert auf sein Rittergut Hohenprießnitz zurück. Dieses, wie auch die benachbarten Güter Gruna, Pristäblich und Niederglaucha waren von Hohenthal als Erbe von seinem Vater zugefallen.
Verheiratet war er seit 1875 mit Rosa Margarethe Guillemette Mathilde Auguste Gräfin von Pourtalès (1855–1920). Dieser Ehe entstammten die Söhne Lothar (1876–1909) und Georg (1877–1970) sowie die Töchter Emilie (1879–1909), Gerda (1883–1934) und Anna (1881–1966). Sein erzwungener Rückzug aus der Politik, eine unglücklich verlaufende Ehe sowie insbesondere ein Skandal um seine Schwester Valerie, um derentwillen er sich 1870 duellierte, führten letztlich zur völligen Verbitterung und einem sehr schwierigen menschlichen Verhalten von Moritz Graf von Hohenthal.